# Furacão Beryl
Furacão Beryl foi a segunda tempestade nomeada, o primeiro furacão e o primeiro grande furacão da temporada de furacões no Atlântico de 2024. É também o furacão de categoria 5 no Atlântico mais precoce já registrado em qualquer ano civil.
Depois de formar em 28 de junho na principal região de desenvolvimento, começou a intensificar-se rapidamente à medida que se deslocava para oeste através do Atlântico tropical central. Em 1.º de julho, Beryl chegou à ilha de Carriacou, em Granada, como um furacão de categoria 4, causando grandes danos. O furacão intensificou-se ainda mais ao entrar no Mar do Caribe, atingindo o máximo de categoria 5 na manhã seguinte, antes de enfraquecer lentamente para um furacão de categoria 2 de alta qualidade em 4 de julho. Em seguida, intensificou-se brevemente para uma categoria 3 antes de enfraquecer ligeiramente pouco antes de atingir o sudeste do México. Então, depois de cruzar a Península de Iucatã, onde enfraqueceu para uma tempestade tropical, o sistema deslocou-se para o Golfo do México, onde gradualmente reorganizou-se num furacão de categoria 1 em 8 de julho, pouco antes de atingir a costa final perto de Matagorda, Texas, com ventos sustentados de 130 quilômetros por hora.
Beryl causou danos catastróficos nas ilhas de Carriacou e Petite Martinique, no norte de Granada, e em várias ilhas do sul de São Vicente e Granadinas, como Union Island e Canouan, onde muitas estruturas foram danificadas ou destruídas. Na Venezuela, três pessoas foram mortas e várias estão desaparecidas. A partir de 8 de julho, um total de 14 mortes foram confirmadas e as estimativas preliminares de danos são superiores a 5 bilhões de dólares.
Beryl é o furacão mais oriental a se formar no Atlântico tropical em junho – 49,3°W, superando a marca estabelecida pelo furacão Trinidad de 1933 – 58,9°W. Além disso, tornou-se o primeiro furacão categoria 4 já registrado na bacia, superando o recorde anterior estabelecido em 8 de julho de 2005 pelo furacão Dennis, além de ser o furacão mais forte formado em junho medido pela velocidade do vento, superando o furacão Audrey de 1957. Mais tarde, tornou-se o primeiro furacão categoria 5 já registrado, superando o recorde estabelecido em 16 de julho de 2005 pelo furacão Emily, além de se tornar o furacão de julho mais forte já registrado pela velocidade do vento e a maior tempestade de geração de energia ciclônica acumulada antes de agosto. Beryl também se tornou o primeiro sistema tropical registado a sofrer uma rápida intensificação na Principal Região de Desenvolvimento do Atlântico durante o mês de junho. Além disso, intensificou-se de tempestade tropical para furacão de categoria 5 em apenas 42 horas. Sabe-se que seis outras tempestades no Atlântico atingiram esta taxa de intensificação, sendo Beryl a única a fazê-lo antes de setembro.